# Louis-Léonard Antoine de Colli-Ricci
Louis-Léonard Antoine de Colli-Ricci (* 23. März 1757 in Alessandria; † 31. März 1809 ebenda) war ein französischer Général de division der Infanterie italienischer Herkunft. 

## Leben
Am 10. Juni 1773 trat Colli-Ricci als Freiwilliger in die königliche Armee ein und konnte sich schon bald durch Mut und Tapferkeit auszeichnen. 
Am 21. März 1805 wurde Colli-Ricci im Rang eines Général de division in den Ruhestand verabschiedet. Er ließ sich in seiner Heimatstadt nieder und starb dort acht Tage nach seinem 52. Geburtstag. 

## Ehrungen
- 1794 Chevalier der Ehrenlegion
- 6. April 1794 Ritterorden der hl. Mauritius und Lazarus
- 1795 Commandeur der Ehrenlegion
- Sein Name findet sich am südlichen Pfeiler (26. Spalte) des Triumphbogens am Place Charles-de-Gaulle (Paris).